# Kufel

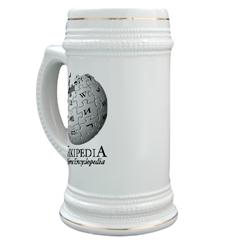
Kufel z logo Wikipedii

Kufel – naczynie do picia piwa lub wina. Może być wykonany z różnych materiałów np. szkła, ceramiki, metalu lub drewna.
Kufle najczęściej mają objętość od 0,25–1 litra. W krajach anglosaskich najpopularniejszą objętością kufla jest 1 pinta (ok. 0,568 litra). W Niemczech kufel o objętości 1,069 l nosi nazwę Mass.